# Archippe
Nella mitologia greca,  Archippe  era il nome di una delle figlie di Pelope, figlio di Tantalo e di  Ippodamia, figlia di Enomao. 
Nella conca del Fucino, fu la prima città marsa poi sommersa dalle acque del lago Fucino, si stima attorno al IX secolo a.C.

## Il mito (antica Grecia)
Archippe, uno dei tanti figli di Pelope, la cui discendenza fu piena di eroi,  fu la madre di Alcione e di Euristeo, famoso per essere il creatore delle fatiche che Eracle dovette affrontare

### Pareri secondari
Secondo autori minori fu Nicippe ad essere la madre di Euristeo

## Il mito (città del Fucino)
Archippe fu la prima città del popolo dei Marsi, fondata da un figlio di Medea o secondo altre versioni del mito da un figlio di Circe. 
Il primo storico che narra delle mitiche radici dei Marsi fu Gneo Gellio ("Celliano"), citato da Plinio il Vecchio. Tuttavia, anche in seguito fu sempre un appartenente alla Gens Gellia che offrì nuovi dettagli sulla mitologia marsa, Aulo Gellio, il che unitamente all'assonanza con la toponomastica locale arcaica del versante settentrionale della Conca, suggerisce l'origine marsa di tale illustre gens.
Un popolo quello marso che discenderebbe dunque da Medea, la protagonista del mito degli Argonauti, o da Circe il celebre personaggio dell'Odissea e dell'Eneide, entrambe stirpe del titano Elios e dell'oceanina Perseide. 
Il nesso veniva tramandato oltre che dagli storici Gelli anche in campo militare con la legio IV Scytica (legio radicata nella regio augustea del Sannio, culla degli Italici safini), le cui insegne erano le rappresentazioni dei cicli lunari (tra le divinità legate alla Luna c'erano proprio Perseide e Ecate), e in campo religioso con la figura mitica di Angizia. Secondo alcuni miti questa ultima da identificare con la stessa Medea, oppure con Ecate, che fu moglie di Eeta e madre di Medea (variante del mito).

### Fonti
- Tzeze, Chiliadi II, 172 e 192
- Pseudo-Apollodoro, Libro II – 4,5

### Moderna
- Robert Graves, I miti greci, Milano, Longanesi, ISBN 88-304-0923-5.
- Angela Cerinotti, Miti greci e di roma antica, Prato, Giunti, 2005, ISBN 88-09-04194-1.